# Bonnay-Saint-Ythaire
Bonnay-Saint-Ythaire ist eine französische Gemeinde mit 443 Einwohnern (Stand 1. Januar 2022) im Département Saône-et-Loire in der Region Bourgogne-Franche-Comté. Die Gemeinde gehört zum Arrondissement Mâcon, zum Kanton Cluny und zum Gemeindeverband Clunisois.
Sie entstand mit Wirkung vom 1. Januar 2023 als Commune nouvelle durch Zusammenlegung der bis dahin selbstständigen Gemeinden Bonnay und Saint-Ythaire, die fortan den Status von Communes déléguées besitzen. Der Verwaltungssitz befindet sich in Bonnay.

## Gemeindegliederung
| Commune déléguée         | Ehemaliger INSEE-Code | PLZ   | Fläche (km²) | Einwohnerzahl (2022) |
| ------------------------ | --------------------- | ----- | ------------ | -------------------- |
| Bonnay (Verwaltungssitz) | 71042                 | 71460 | 11,99        | 312                  |
| Saint-Ythaire            | 71492                 | 71460 | 09,30        | 131                  |

## Geographie
Bonnay-Saint-Ythaire liegt im Burgund, im Zentrum des Départements Saône-et-Loire ca. 32 Kilometer nordwestlich von Mâcon und ca. 31 Kilometer südwestlich von Chalon-sur-Saône in den Bergen des nordwestlichen Mâconnais, das als nördlichster Ausläufer des Zentralmassives gilt.
Umgeben wird Bonnay-Saint-Ythaire von den neun Nachbargemeinden:
| Saint-Huruge   | Burzy Curtil-sous-Burnand                   | Savigny-sur-Grosne |
| Sigy-le-Châtel | Kompassrose, die auf Nachbargemeinden zeigt | Malay              |
| Sailly         | Salornay-sur-Guye                           | Cortevaix          |

Auf dem Gebiet der Nachbargemeinde Savigny-sur-Grosne mündet die Guye als linker Nebenfluss in die Grosne. Die kleinen Flussläufe Gemeindegebiet entwässern nach Osten zur Grosne oder nach Westen zu deren Nebenfluss Guye. Im Norden und Süden der Gemeinde breiten sich größere Wälder aus (Bois Fouchard, Bois Dieu, Bois de Montenard, Bois des Grands Chênes). Etwa in der Mitte liegt mit dem 411 m über dem Meer gelegenen Chassignot der höchste Punkt der Gemeinde.

## Sehenswürdigkeiten
| Name                                      | Ort           | Bemerkungen | Bild |
| ----------------------------------------- | ------------- | --- | ---- |
| Schloss Besanceuil                        | Bonnay        | Erbaut im 14. Jahrhundert mit Umbauten im 17. und 18. Jahrhundert, im Jahre 2008 als Monument historique eingetragen |      |
| Schloss Chassignole                       | Bonnay        | Erbaut im 15. Jahrhundert mit Umbauten im 17. und 19. Jahrhundert                                                    |      |
| Kirchenruine Saint-Hippolyte              | Bonnay        | Erbaut im 11. und 12. Jahrhundert, im Jahre 1913 als Monument historique eingetragen                                 |      |
| Kirche Saint-Pierre de Besanceuil         | Bonnay        | Erbaut im 13. und 14. Jahrhundert, im Jahre 1950 als Monument historique eingetragen                                 |      |
| Kirche de l’Assomption-de-la-Vierge-Marie | Bonnay        | |      |
| Flurkreuz, genannt Croix Blanche          | Bonnay        | Erbaut im 11. Jahrhundert, im Jahre 1991 als Monument historique klassifiziert                                       |      |
| Kirche Saint-Barthélémy                   | Saint-Ythaire | Erbaut im 19. Jahrhundert mit einem Kirchturm aus dem 12. Jahrhundert                                                |      |

## Bildung
Die Gemeinde verfügt über eine öffentliche Vor- und Grundschule in Bonnay mit 21 Schülern im Schuljahr 2022/2023.

## Sport und Freizeit
Der GR 76, ein Fernwanderweg von Chagny (Saône-et-Loire) nach Affoux führt ebenso wie seine Abzweigungen GR 76B und GR 76D durch das Gebiet der Gemeinde.

## Wirtschaft

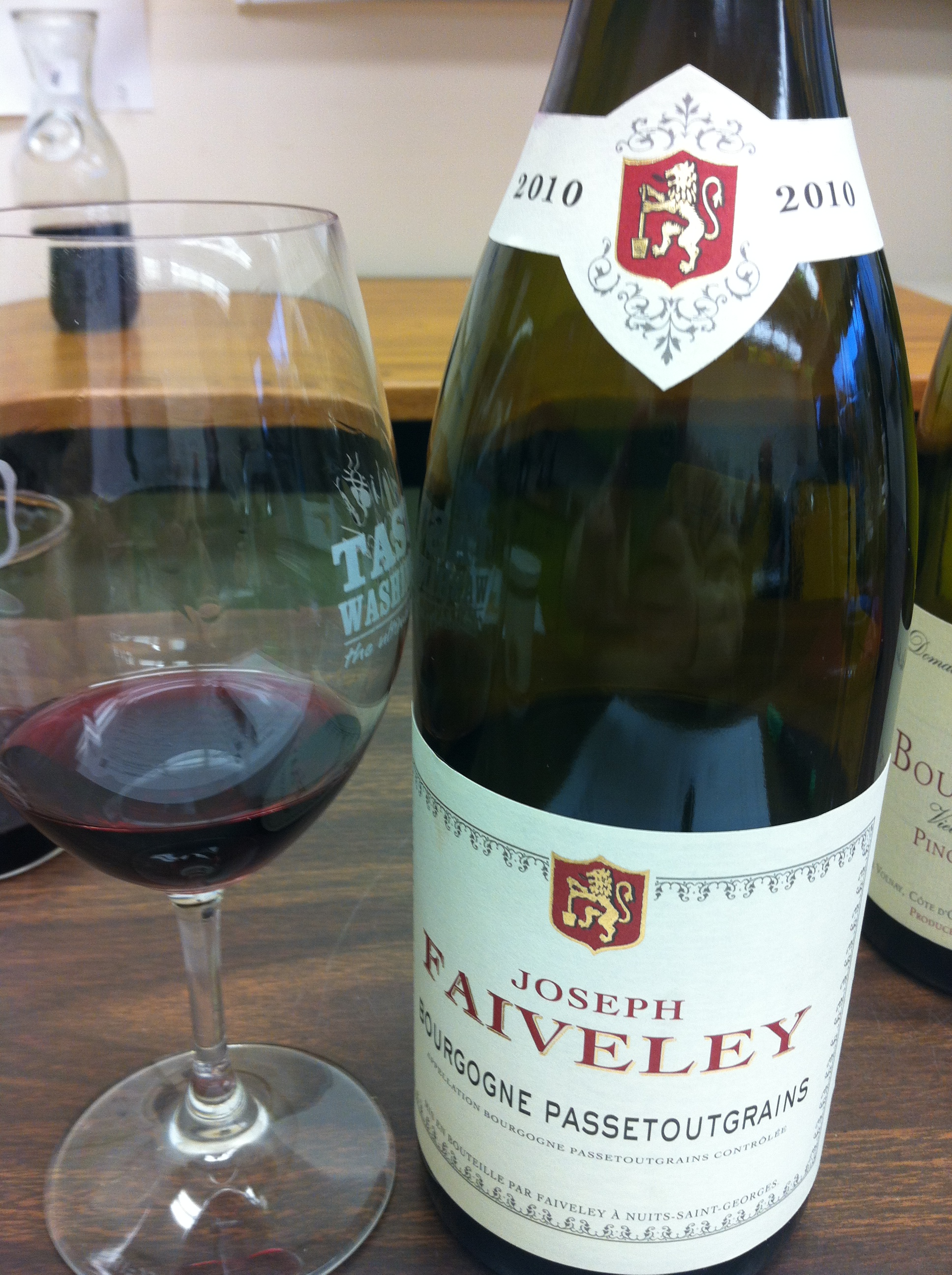
Flasche Passe-tout-grains

Bonnay-Saint-Ythaire liegt in diversen Zonen AOC
- des Bourgogne in diversen Appellationen,
- des Bœuf de Charolles,
- der Coteaux Bourguignons oder Bourgogne grand ordinaire oder Bourgogne ordinaire in diversen Appellationen,
- des Crémant de Bourgogne blanc und rosé,
- des Fine de Bourgogne,
- des Mâcon in diversen Appellationen,
- des Mâcon Saint-Gengoux-le-National in diversen Appellationen,
- des Mâcon Villages,
- des Mâcon Villages nouveau oder primeur und
- des Marc de Bourgogne.[4]

## Verkehr
Die Gemeinde ist nur über Nebenstraßen mit den Nachbargemeinden verbunden.
Die Schnellfahrstrecke LGV Sud-Est von Paris nach Lyon durchquert das Gemeindegebiet ohne Halt. Nächste Bahnhöfe befinden sich in Mâcon und Chalon-sur-Saône.